# Croisilles Railway Cemetery
Le Croisilles Railway  Cemetery est un cimetière militaire de la Première Guerre mondiale, situé en France, sur le territoire de la commune de Croisilles , dans le département du Pas-de-Calais, à l'est d'Arras.
Deux autres cimetières militaires britanniques sont implantés sur le territoire de la commune : Croisilles British Cemetery et Summit Trench Cemetery.

## Localisation
Ce cimetière est situé au sud-est  du village, en contrebas de l'ancienne voie de chemin de fer de Boisleux à Marquion. Après la Rue du Moulin, il faut emprunter un chemin vicinal sur 800m, puis à gauche un autre chemin sur 300 m environ.

## Histoire

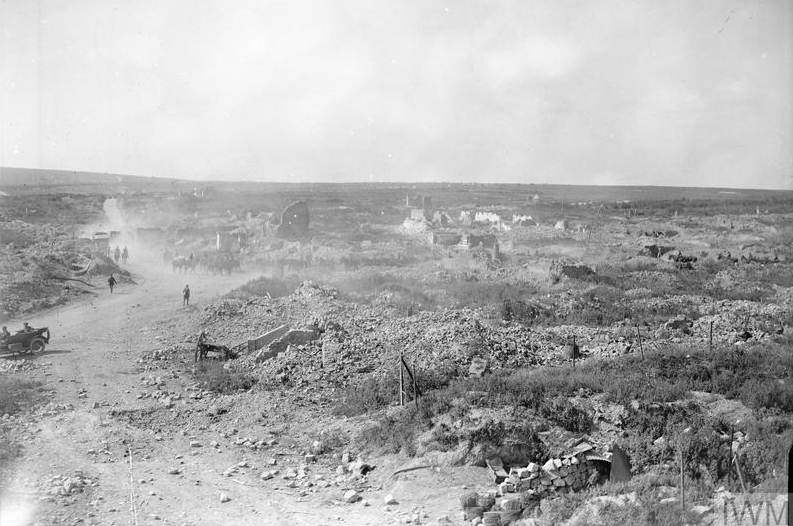
La photo de l'armée britannique montre que le village est complètement détruit en 1918.

Aux mains des Allemands dès fin août 1914, le village reste loin des combats jusqu'en mars 1917, date à laquelle les Allemands évacuent tous les habitants et détruisent complètement les habitations pour transformer la zone en un no man's land à la suite de leur retrait sur la ligne Hindenburg.
Les ruines du village sont alors attaquées par la 7e division britannique en mars 1917 et prises le 2 avril. Le secteur est de nouveau perdu le 21 mars 1918 lors de l'offensive du Printemps de l'armée allemande et repris définitivement par la 45e London Division le 28 août suivant, après de violents combats.
Le cimetière  du chemin de fer ferroviaire est commencé au début d'avril 1917 pour inhumer les victimes des combats et utilisé ensuite par des unités de diverses divisions jusqu'en janvier 1918. Le cimetière est également utilisé par les Allemands de mars à août 1918.
Le cimetière contient maintenant 181 sépultures du Commonwealth de la Première Guerre mondiale dont 26 ne sont pas identifiées. Il y a aussi 26 sépultures allemandes dans le cimetière dont huit non identifiées.

## Caractéristiques
Ce cimetière a un plan carré de 25 m de côté et rectangulaire de 45 sur 15 et est entouré d'un muret de moellons sauf sur le plus grand côté bordé par un talus. Le cimetière ferroviaire de Croisilles a été conçu par William Harrison Cowlishaw.

## Galerie

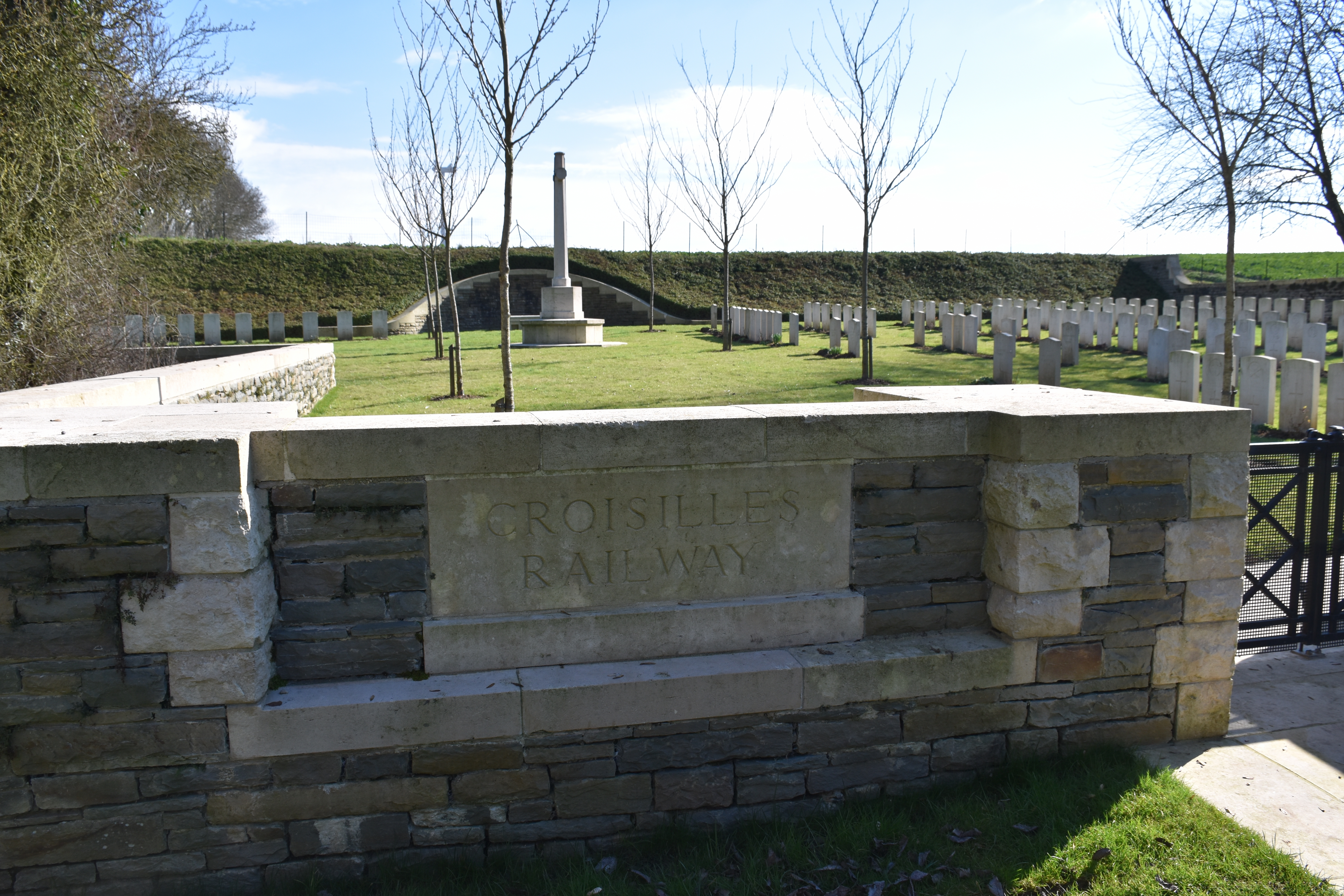
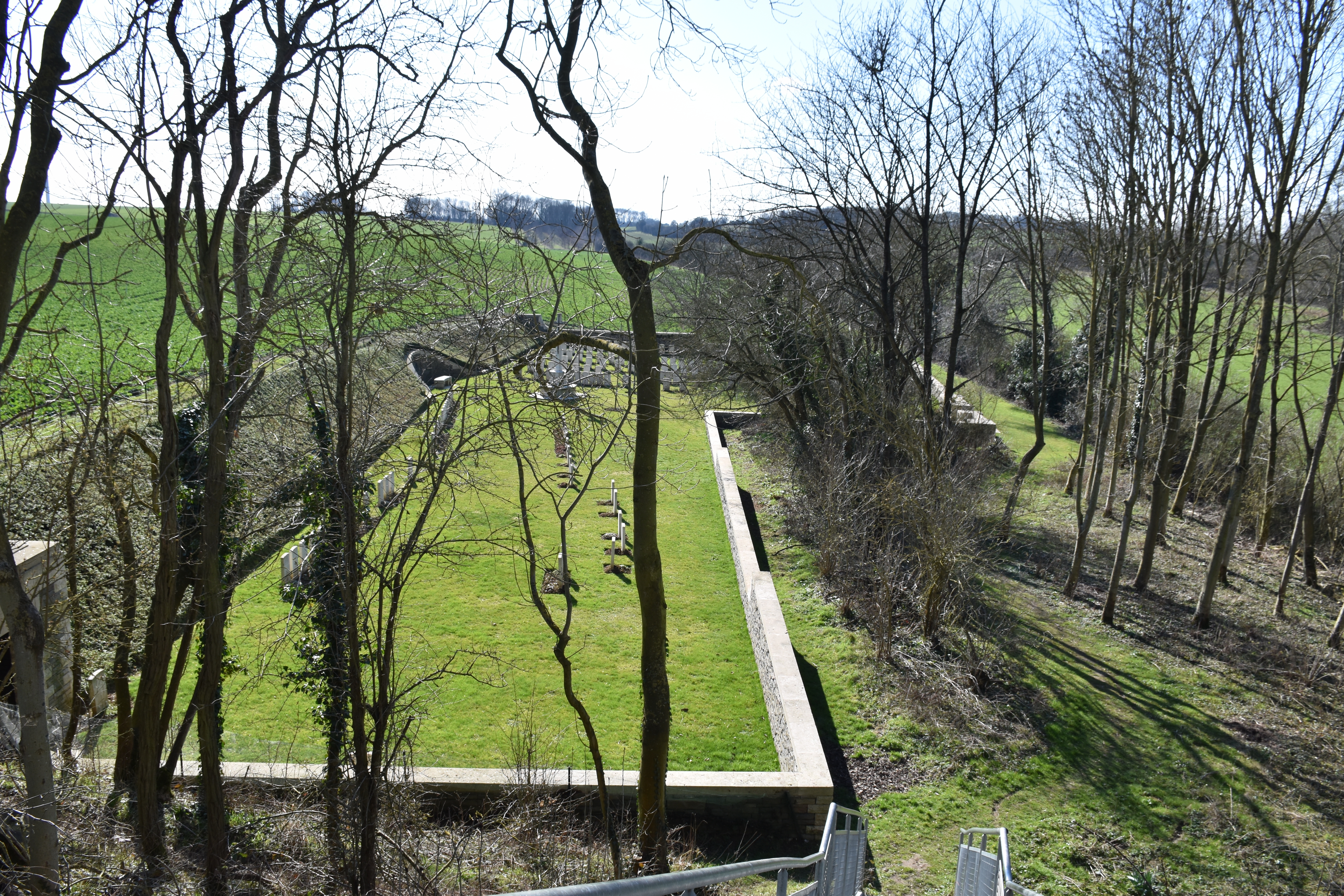
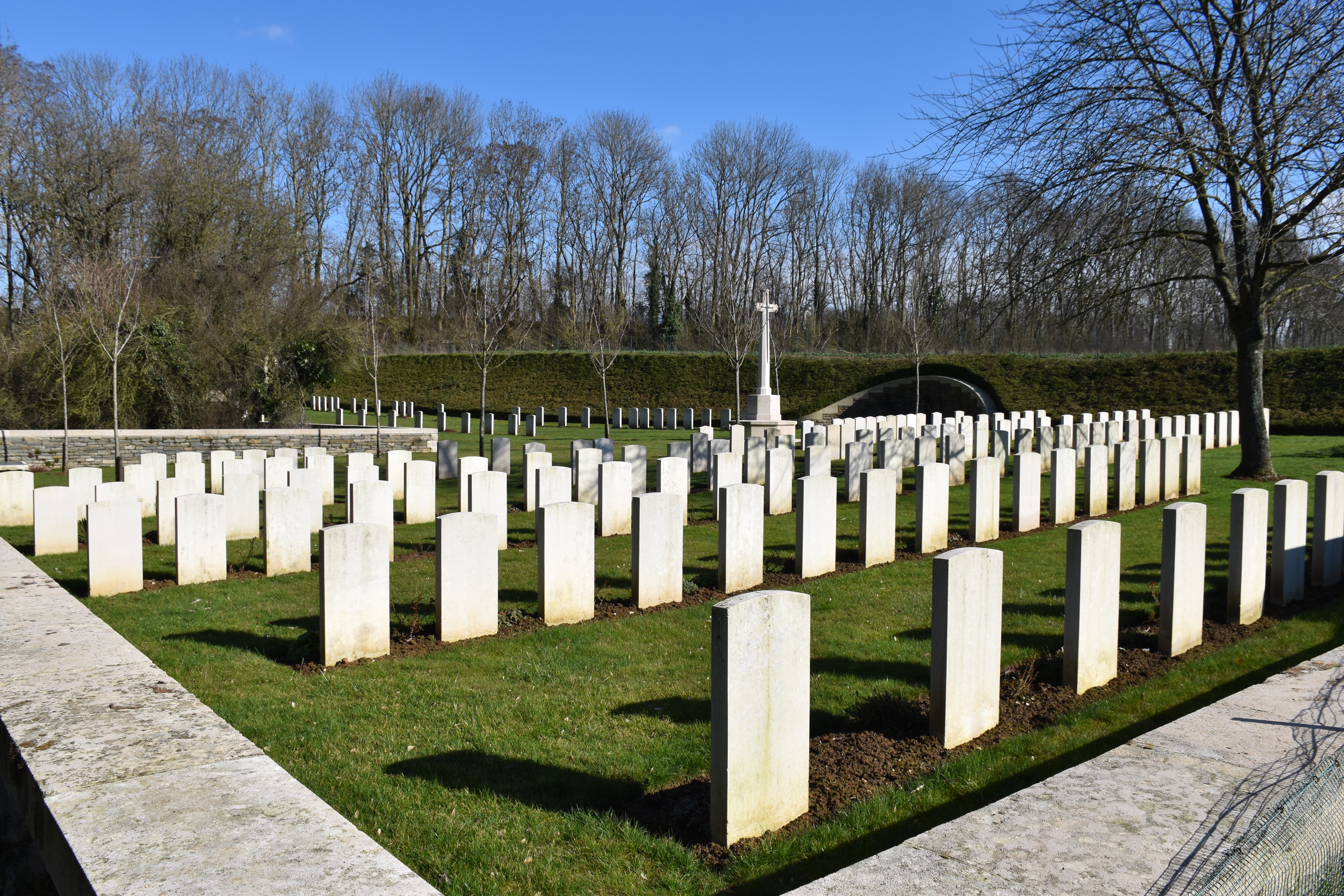
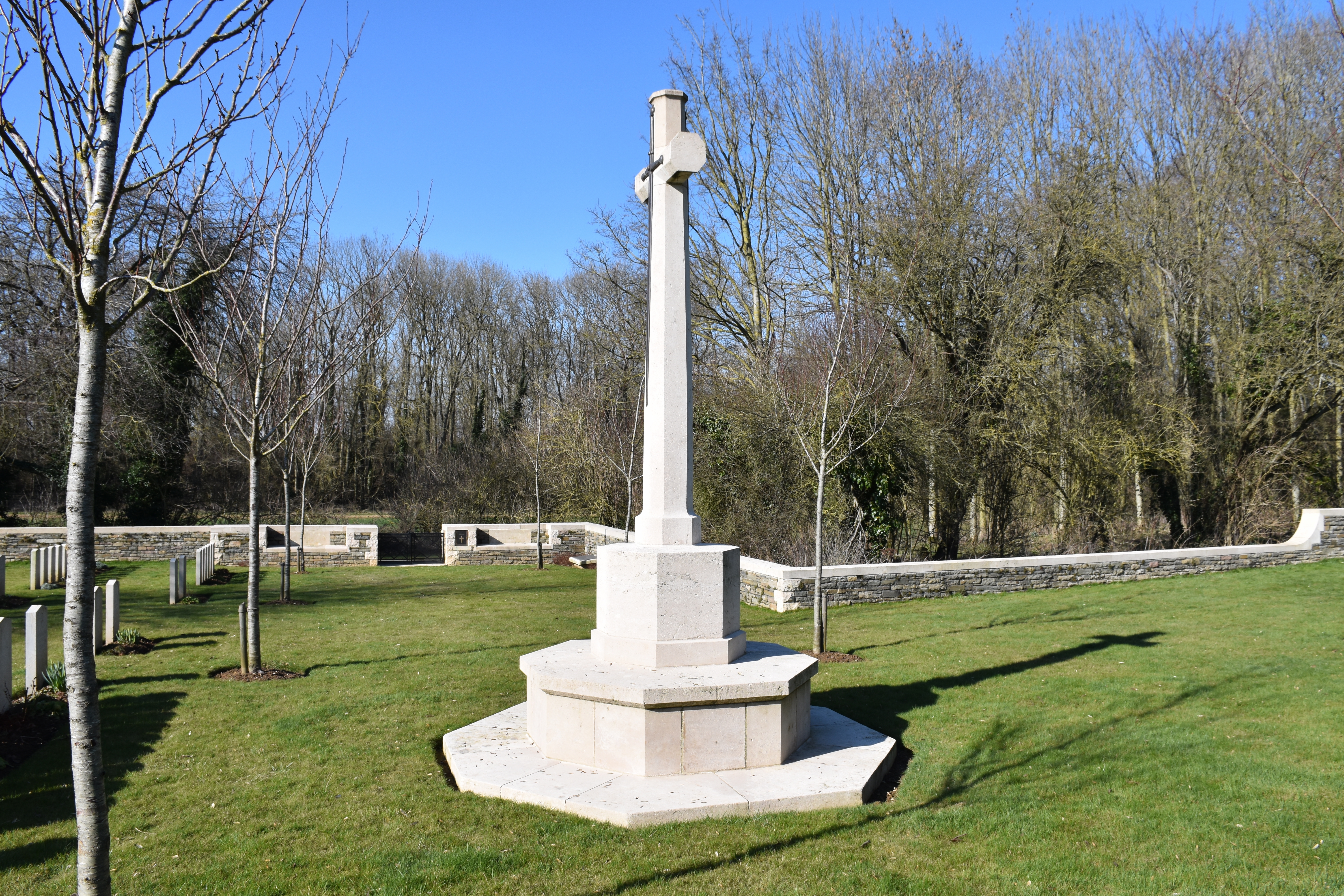
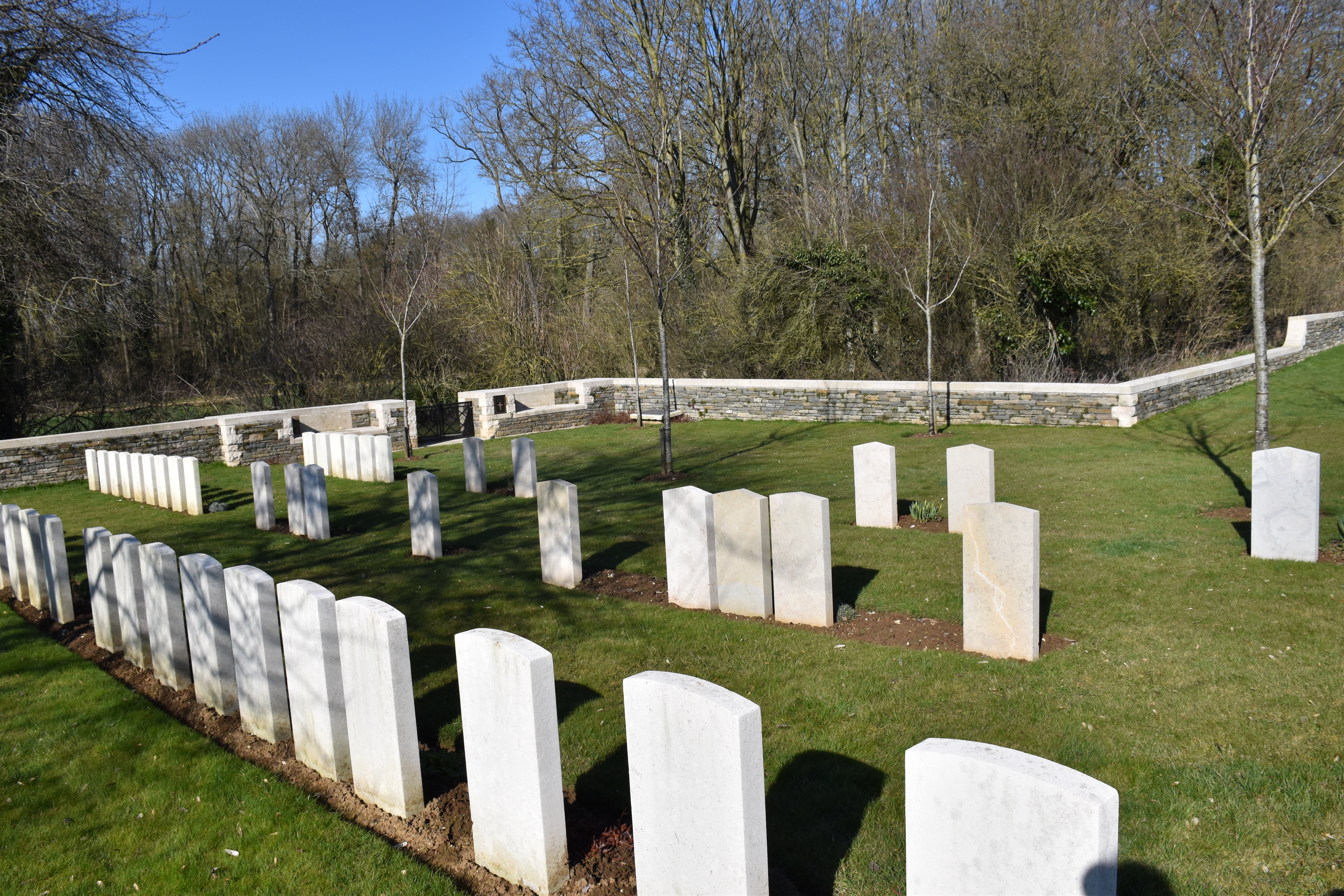
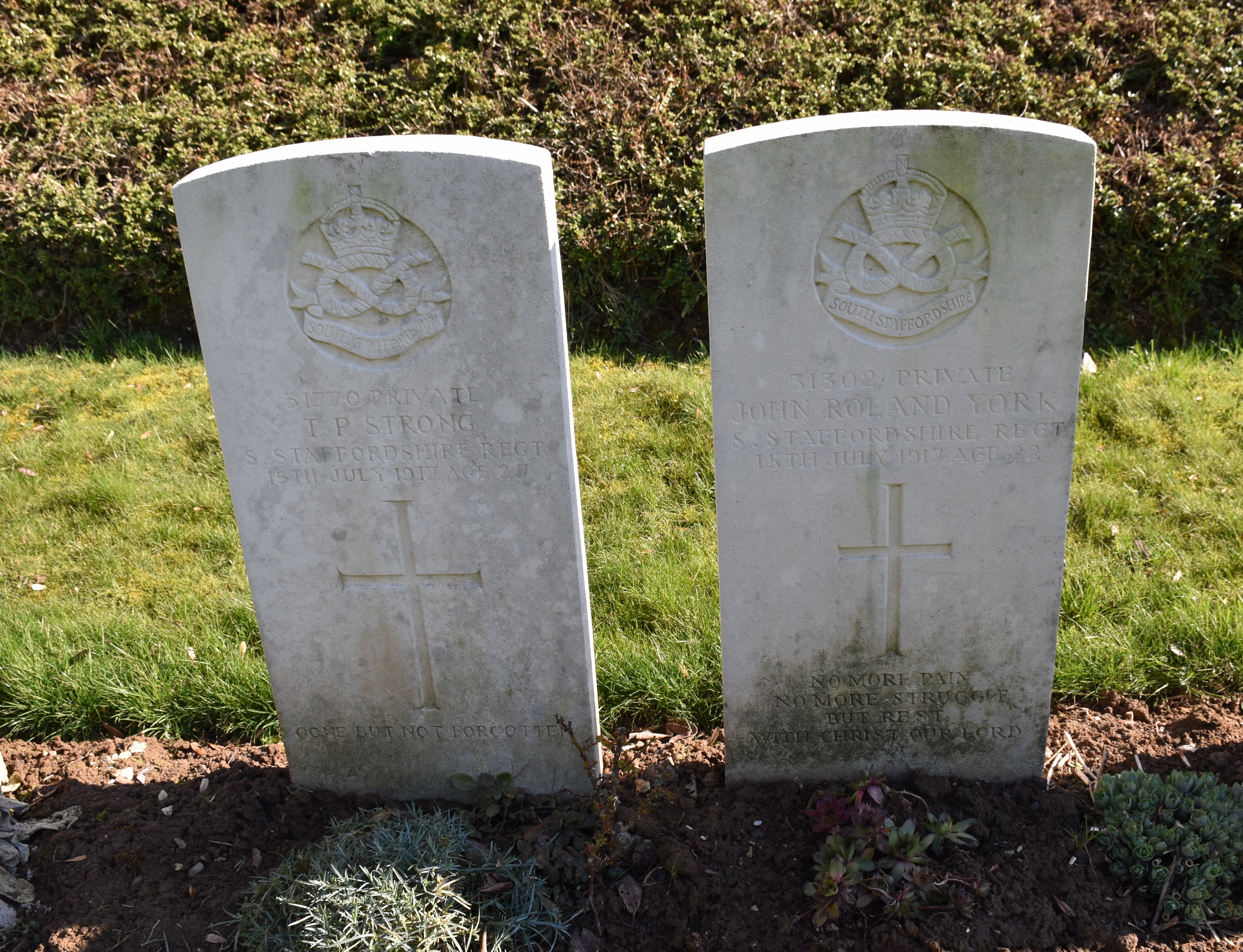

## Sépultures
| Pays        | Sépultures |
| ----------- | ---------- |
| Royaume-Uni | 182        |
| Allemagne   | 26         |
| Total       | 208        |

## Pour approfondir